# Nwat
Nwat est un village du Cameroun situé dans le département du Donga-Mantung et la Région du Nord-Ouest, à proximité de la frontière avec le Nigeria. Il fait partie de la commune de Nwa.

## Démographie
Lors du recensement de 2005, 295 habitants y ont été dénombrés, dont 162 hommes et 133 femmes. Ceux-ci habitent dans les quartiers de Poh, Timah et Sambaji. La majorité des habitants font partie du clan Mbaw. 

## Agriculture et élevage
L'agriculture est importante à Nwat. Parmi les plantes cultivées, on trouve du maïs, des plantains, des bananes, du sorgho, des fèves, du soya, du manioc, des pommes de terre, du taro, des palmiers à huile, des papayes, des oranges, du riz et du café Robusta. Par contre, on y fait surtout de l'agriculture de subsistance, avec des outils rudimentaires.
L'élevage est peu développé à Nwat. Cependant, partout dans la commune, on élève des chèvres, des moutons, des porcs, des cochons d'Inde, des poules et des lapins.

## Éducation
Il n'y a pas d'école à Nwat.

## Santé
Il y a un centre de santé intégrée à Nwat, gérée par les services de santé de la Convention Baptiste Camerounaise. Celui-ci possède un réfrigérateur et 25 lits.
Entre 1995 et 1998, il y a eu une épidémie de dysenterie sanguine dans toute la pleine Mbaw. Celle-ci était due à la consommation d'eau de mauvaise qualité, et causa la mort de 1 500 personnes.

## Eau et ressources énergétiques
Il n'y a pas de source d'eau sanitaire à Nwat. Les habitants du village doivent donc s'approvisionner à des points d'eau qui pourraient contenir des pathogènes et autres produits nocifs pour la santé. 
Nwat, comme tous les autres villages de la commune de Nwa, n'est pas électrifié.

## Commerce
Il n'y a pas de marché à Nwat.

## Transports
Nwat est située sur le long d'une route régionale. Celle-ci est en bon état, mais n'est pas pavée, comme toutes les routes de la commune de Nwa.

## Travaux publics et développements futurs
Selon le Plan de Développement Communal du Conseil de Nwa, écrit dans l'optique de faire du Cameroun une économie émergente en 2035, on prévoit la complétion des projets suivants à Nwat :
- étendre le système d'approvisionnement en eau de Sabongari jusqu'à Nwat ;
- construire deux classes à l'école maternelle GNS Nwat ;
- donner des bourses (350 000 francs CFA par année pour cinq étudiants) pour aider des enfants pauvres ;
- construire un poste de santé ;
- construire un centre culturel.